# 薩武托河

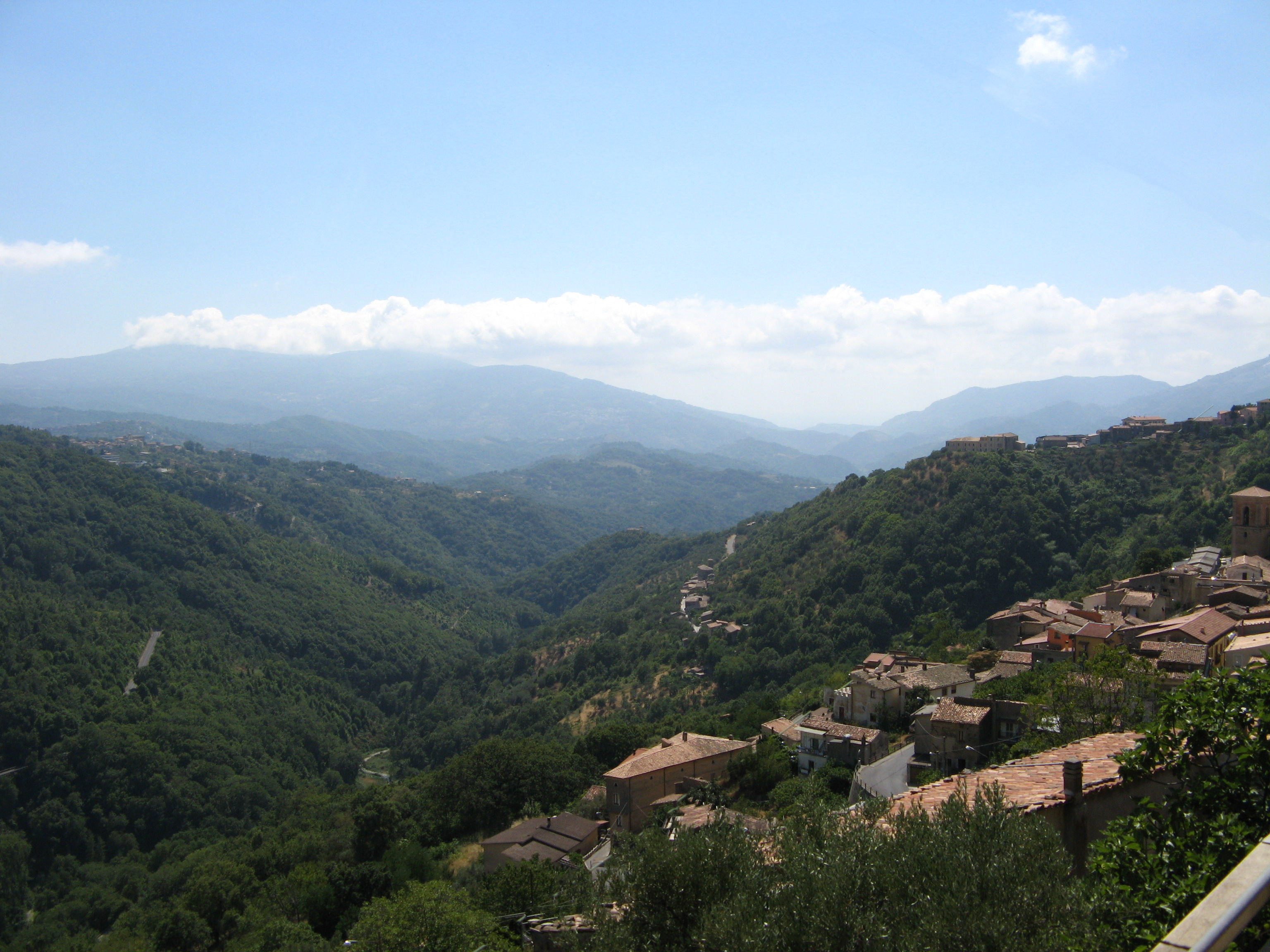

薩武托河是意大利的河流，位於卡拉布里亞，河道全長48公里，流域面積411平方公里，平均流量每秒7.8立方米，發源自阿普里利亞諾，最終注入提雷尼亞海。

## 外部連結
- Notizie dalla valle del Savuto （意大利文）

39°02′N 16°06′E / 39.033°N 16.100°E